# Megaselia fomitopsis
Megaselia fomitopsis är en tvåvingeart som beskrevs av Nikolai Alexsandrovich Naumov 1992. Megaselia fomitopsis ingår i släktet Megaselia och familjen puckelflugor. Inga underarter finns listade i Catalogue of Life.